# San Marcos, San Marcos (Jalisco)
San Marcos är en ort i Mexiko.   Den ligger i kommunen San Marcos och delstaten Jalisco, i den centrala delen av landet, 500 km väster om huvudstaden Mexico City. San Marcos ligger 1 382 meter över havet och antalet invånare är 3 253.
Terrängen runt San Marcos är kuperad. Runt San Marcos är det ganska glesbefolkat, med 42 invånare per kvadratkilometer. Närmaste större samhälle är Etzatlán, 12,7 km öster om San Marcos. Omgivningarna runt San Marcos är en mosaik av jordbruksmark och naturlig växtlighet.